# 勝負の終わり
『勝負の終わり』（しょうぶのおわり、Fin de partie）とは、劇作家サミュエル・ベケットによる戯曲。『ゴドーを待ちながら』の4年後、1957年に初演された。タイトルの由来はチェス用語の『終盤戦』。『エンドゲーム』とも呼ばれている。

## 登場人物
ハム主人公。車椅子に座った盲目の男。高慢な性格で、やたらと周囲に威張り散らす。
クロヴハムの家来。話が進むごとに『ハムの養子』である事がほのめかされてくる。
ナッグドラム缶の中に入った老人。両足が無いらしい。ハムの父親。
ネルナッグの伴侶だが、ハムの母親かどうかは不明。ナッグと同様両足が無い。

## あらすじ
舞台は薄暗い、がらんどうな部屋（シェルターとも表現される）。
世界は滅亡したらしく、部屋の中のハムは一人でブツブツ呟いたり、家来のクロヴを怒鳴り散らしたりして日々を過ごしている。ハムは重度の眼病に冒されているらしく、常に痛み止めを必要としているがクロヴがなかなか持ってこないので常にイライラしっぱなしだ。
ハムの命令で、クロヴは窓から外をのぞいたりするものの見えるのは荒涼とした世界ばかり。ハムもそんな日々にうんざりしている。
退屈なのか、ハムはドラム缶の中の2人、「ナッグ」と「ネル」に話かけたりするが、この親子は性格がそっくりであるため衝突してばかりでなかなか会話が前に進まない。とうとう我慢できなくなったハムはエサでナッグを釣り、自分が考えた昔話を聞かせようとするがナッグは途中で眠り込んでしまう。
ハムとクロヴの会話が進むうちに、クロヴの素性がぼんやりと明らかになってくる。しかし、ネルが死んだ事で話は宙に浮かんだまま。
とうとうハムとクロヴは喧嘩別れしてしまい、クロヴは出て行ってしまう。
独りになったハムは空虚な胸のうちを語り、死を決意する。そこにクロヴが戻ってきた。
クロヴはハムの嘆きに耳を傾けるが、近づこうとしない。
ハムが嘆きを終え、ハンカチを顔にかけたところで幕。

## 説明
「ゴドーを待ちながら」も一つ所をぐるぐると循環しているような構造の話ではあるが、この主人公たちには救いがあり、小さいながらも希望がある。しかし、この『勝負の終わり』のキャラクターたちには希望も何も無く、タダひたすらに『終焉』を待つ末期患者的な雰囲気が付きまとっている。
話が進むうちに【おかゆ】（オートミールの場合も）・【自転車】・【痛み止め】と次々に物が無くなって行き、状況はますます悪い方向に向かって降下していく。この状況は、チェスの終盤になぞらえられているとも言われており、なくなっていく物はとられた駒を意味しているという説もある。

## 上演歴
- 『エンドゲーム』
  - 2006年9月22日〜10月1日　シアタートラムにて上演
  - 翻訳：岡室美奈子
  - 演出：佐藤信
  - 出演：手塚とおる（ハム）、柄本明（クロヴ）、三谷昇（ナッグ）、渡辺美佐子（ネル）

## 日本語版
- 勝負の終わり・クラップの最後のテープ（「ベスト・オブ・ベケット2」　白水社、1990年12月）　ISBN 9784560034972